# Jagdstation Buhlen

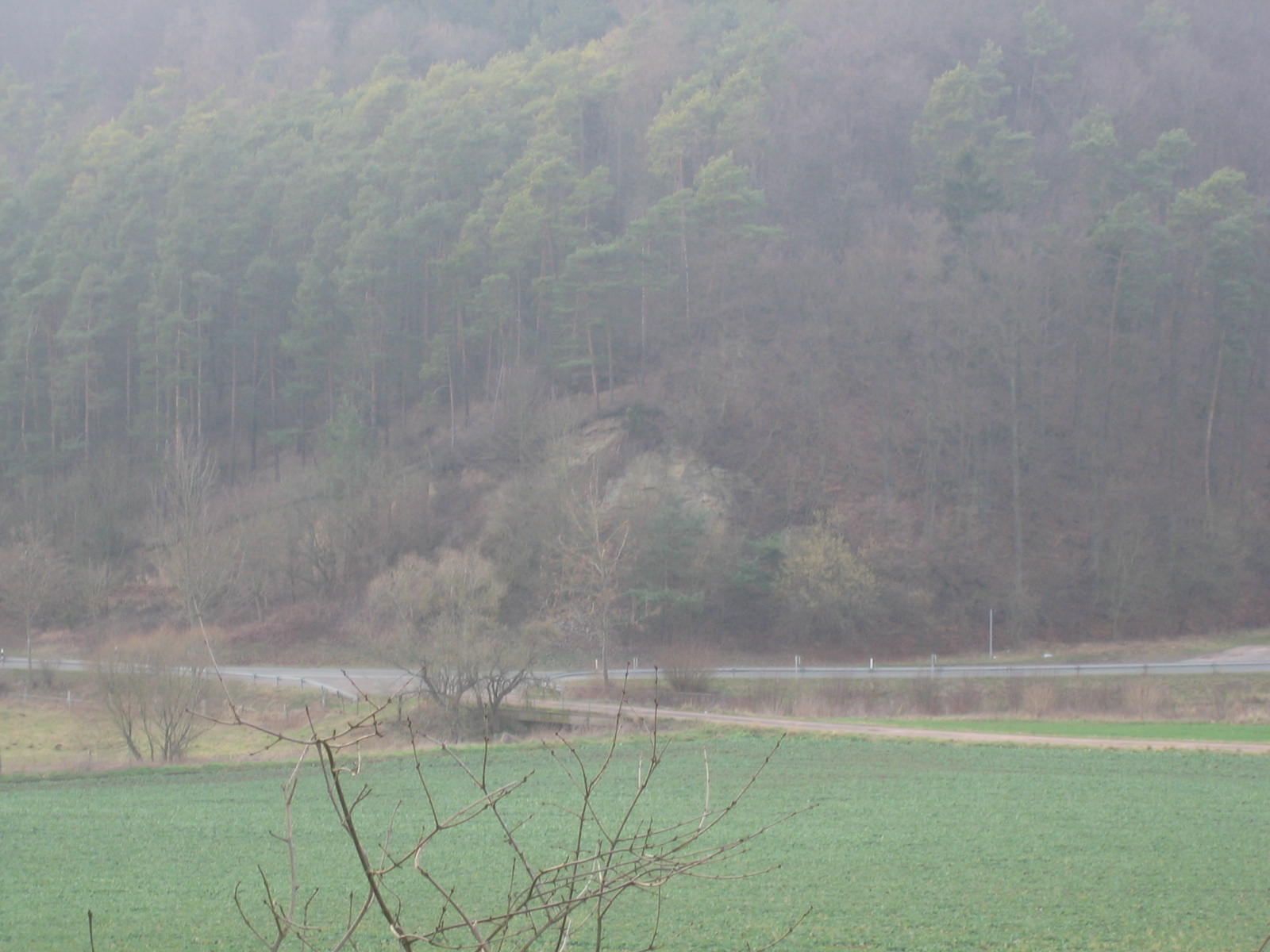
Jagdstation Buhlen

Die Jagdstation Buhlen in Edertal-Buhlen ist ein mittelpaläolithischer Wohnplatz des Neandertalers im Tal der Netze im nordhessischen Landkreis Waldeck-Frankenberg, in Deutschland.
Besiedelt wurde der Buhlener Felsen hauptsächlich während der Kaltabschnitte der jüngeren Eiszeit. In der Tundra fanden Großwildherden ein reichhaltiges Nahrungsangebot und die Neandertaler eine strategisch geeignete Jagdstation. Bekannt wurde Buhlen unter den 130 Neandertaler-Fundorten als die Fundstätte mit den zahlreichsten Tierknochenfunden, Keilmessern und kunstvollen Artefakten. Die Funde werden im Hessischen Landesmuseum in Kassel ausgestellt.

## Geschichte
1906 wurden beim Ausbau der Straße von Wildungen nach Waldeck, (heutige Bundesstraße 485), nördlich von Buhlen Rentiergeweihe gefunden. Über die Bedeutung dieser Funde war man sich lange nicht im Klaren. Es wurden Mammut-, Rentier-, Riesenhirsch- und Wollnashorn-Funde zur Datierung herangezogen. Darüber hinaus wurden die Sedimentschichten zur Datierung benutzt.
Aufgrund von Untersuchungen der Geologen Manfred Horn und Jens Kulick wurden die Rengeweihe erstmals mit der Siedlungsgeschichte von Menschen in Zusammenhang gebracht. 1965 führte Kulick erste Sondierungen und Grabungen zur Klärung der stratigraphischen Situation durch. Von 1965 bis 1969 untersuchte Gerhard Bosinski den Fundplatz. Durch das hessische Landesamt für Denkmalpflege erfolgten weitere Ausgrabungen. Untersuchungen am unteren Wohnplatz am Fuße des Kalkfelsens sollten Aufschlüsse über Lage und Verteilung von Stein- und Tiergeräten liefern. 2004 wurde der Fundplatz nochmals durch das Landesamt für Denkmalpflege ausgegraben, und man entdeckte weitere Tierknochen aus dem Paläolithikum. Von einem Neandertal-Mädchen wurde ein Zehenknochen gefunden.

## Geologie
Die Talaue der Netze mündet, aus der Hochfläche kommend, nach wenigen Kilometern in die breite Ederniederung. Die Talaue wird durch eiszeitliche und nacheiszeitliche Sedimente gefüllt, die teils durch den Bach selbst abgelagert wurden, teils von den Hängen gespült wurden. 1908 wurde für den Straßenausbau im Bereich der heutigen Bundesstraße 485 der vordere Teil des Kalkfelsens „Hundsköppel“ weggesprengt. Dieser Dolomitfelsen hat unterschiedliche harte Partien, was an einigen Stellen zu einer abgetreppten Verwitterung geführt hat, so dass auch überhangartige Formen entstanden. Am Südhang des Hundsköppel liegt ein mächtiges Lösspaket, ein eiszeitlicher Gesteinsstaub, der sich im Windschatten des Dolomitfelsens ablagerte. Der Löss verlehmte durch Ausspülung und streckenweise Verlagerung der Netze. Der Hanglöß überlagerte die Schotter der Netze. Dies belegt die kaltzeitlichen Frostschutztransporte, den meist zu Geröllen verrundeten Sandstein, der so stark war, dass vor der Einmündung der Netze in die Eder eine Barriere entstand, die zur terrassenartigen Auffüllung der Talsohle führte. In der späteren Phase der Eiszeit entstand ein Durchbruch, und die Netze spülte das Tal wieder auf ein tieferes Niveau aus. Der obere Schotter liegt auf einem Hochflutlehm, der wiederum auf Hanglöß liegt. Zudem ist die Begrenzung der alten Ausschotterung im Buhlener Profil angeschnitten, denn hangabwärts verzahnen sich die Kiesschichten mit den anstehenden Sedimenten. An dieser Stelle prallte die Netze gegen den Lößhang, und Schotter und abfließender Lehm überlappten sich im Uferbereich. Eine tiefere Unterspülung des Hanges wurde durch die lehmige Bodenbildung verhindert. Die darunter liegende Kulturhorizonte werden von Frostschuttblöcken begleitet und trennen sich im tieferen Teil durch eine unscheinbare, nur stellenweisenvorhandene und höchstens 5 cm dicke Lage von 50.000 Jahre altem vulkanischem Flugsand, der aus der Eifel stammen dürfte. Die mit kleinen Knochenkohlen gekennzeichneten Kulturschichten werden nach unten von einem roten Kiesschotter abgeschlossen. Darunter folgt anstehender Dolomitfels, der in diesen Lagen allerdings verwittert ist und in ehemaligen Hohlräumen einen älteren Löß von gelblicher Farbe einschließt. In diesen Schichten fand man die ältesten Funde.

## Fundplatz Buhlen
Der Fundplatz besteht aus einem Oberen und einem Unteren Wohnplatz. Bei dem mittelpaläolithischen Neandertaler-Fundplatz handelt es sich um einen Wohnplatz und eine Jagdstation von Jägern und Sammlern einer Großfamilie. Die Neandertaler lebten sowohl auf dem Dolomitfelsen und an dessen Hang. Sie errichteten zeltartige Hütten und Feuerstellen. Als Kleidung dienten ihnen Felle. Felle und Holzgeräte wurden mit Steinwerkzeugen bearbeitet. Das Rohmaterial Kieselschiefer, Karneol und Quarzit förderten sie aus dem Geröll der Eder und Netze. Zudem errichteten sie auf dem flachen Vorfeld ihren Rastplatz. Die Kulturschichten des unteren sind in vergleichbarer Abfolge auch auf dem oberen Fundplatz anzutreffen. Die zeitliche und typologische Staffelung beider Fundplätze entspricht sich und könnte eine Spanne von 100.000 Jahren erreichen.
Die oberen, jüngeren Fundhorizonte gehören in die Mitte der letzten Kaltzeit und sind schätzungsweise 50.000 Jahre alt. Es handelt sich um einen mittelpaläolithischen Wohnplatz. Ob die Nutzer des nächsttieferen Fundhorizonts auch Neandertaler waren, ist gegenwärtig nicht zu belegen. Die Werkzeuge dieser Zeit sind weniger aus Abschlägen als aus flächig behauenen Kernstücken hergestellt und unterscheiden sich von den höherliegenden Funden deutlich. Die Funde der unteren Schicht sind chronologisch in die letzte Kaltzeit einzuordnen und dürften somit ein Alter von 70.000 Jahren haben. Ein noch tiefer liegender Fundhorizont, in dem man Kleintierreste fand, ist wahrscheinlich in die Eem-Warmzeit zu datieren. Somit haben die Funde ein Alter von rund 100.000 Jahren. Die ältesten Geräte sind Funde aus dem Löß unter der Kiesschicht, die 200.000 Jahre alt sind. In allen Kulturschichten gibt es zahlreiche Zeugnisse eiszeitlicher Tiere, die dem Menschen als Nahrung dienten. Man fand Mammut, Wollnashorn, Wisent, Wildpferd, Ren, Hirsch und Bär.
Auf dem unteren Fundplatz ließen sich Feuerstellen nachweisen, die mit teilweise verziegelten Dolomitbrocken umstellt waren und durch deutliche Lagen von Knochenkohlen durchsetzt sind. In der holzarmen Kaltzeit gaben die Neandertaler dem Feuer zerschlagene Knochen als Brennmaterial bei. Die Steinwerkzeuge und die Abfälle von deren Herstellung bestehen zum größten Teil aus Kieselschiefer, der im Schotter der Eder vorkommt. Daneben findet man Geräte aus Karneol, Quarzit und etwas seltener Feuerstein. Die oberste Fundschicht ist durch Schaber, gezähnte Stücke, Spitzen, Klingen und Sicheln gekennzeichnet. Diese Formen gehören typologisch in ein Spätmoustérien. In allen Schichten fanden sich durch Abschlagen hergestellte Knochengeräte. Es gibt hierunter spitze zum Stechen oder Graben geeignete Stücke und weitere mit mehr oder weniger scharfen Kanten zum Hacken und Schaben. Retuscheure, die zur Kantenbearbeitung der Steinzeuge dienten, wurden häufig aus Knochen hergestellt und wurden ebenso häufig gefunden. Die tieferen Fundhorizonte gehören dem kulturellen Zusammenhang des Micoquien an.
Die Jäger wendeten unterschiedliche Techniken zur Bearbeitung von Steinen an. Es wurden 150 Keilmesser aus Stein gefunden. Die wichtigsten Steingeräte wurden durch beidflächiges Behauen aus vollem Stück hergestellt. Abschlaggeräte spielen eine untergeordnete Rolle, aber es gibt einfache Schaber, Breitschaber und basal retuschierte kleine Spitzen. Die aufgefundenen Keilmesser und Faustkeilblättchen wurden durch einen klingenförmigen Abspliss entlang der retuschierten Kante abgehauen, um somit eine gradlinige Schneide herzustellen. Werkzeuge, die mit dieser Technik hergestellt worden sind, dienten zum Zerlegen von Fleisch und zum Schneiden von Leder. Die Schaber wurden zur Holzbearbeitung von Jagdwaffen verwendet. Die tiefsten Fundhorizonte erbrachten keine Werkzeugtypen, die eine kulturelle Zuweisung erlauben. Aufgefunden wurden Kernsteine und Abschläge und eine geringe Anzahl von Schabern. Zu unterscheiden sind diese Funde von den Funden der Micoquienkreises, die an dieser Fundstelle in der Levalloistechnik hergestellt wurden. Dieses Verfahren wurde zur Erzeugung gleichmäßiger Abschläge und Klingen von präparierten Kernen im vorletzten Kaltzeitenkomplex entwickelt.
Koordinaten: 51° 11′ 26″ N, 9° 5′ 12″ O